# Hieracium alliicolor
Hieracium alliicolor es una especie de planta con flor del género Hieracium, de la familia Asteraceae, orden Asterales.

## Distribución
Hieracium alliicolor se distribuye por Noruega.

## Taxonomía
Fue descrita científicamente por Johanss. Fue publicada en Bot. Not. 1908: 152 (1908).